# Gerhard Audorf
Gerhard Audorf (* 20. Februar 1927 in Stendal; † 15. Dezember 1999 in Berlin) war ein deutscher Leichtathlet und Bauingenieur.

## Sportliche Erfolge
- 1948: Deutscher Meister (Meister in der Trizone) im 400-Meter-Lauf für den Berliner Sport-Club

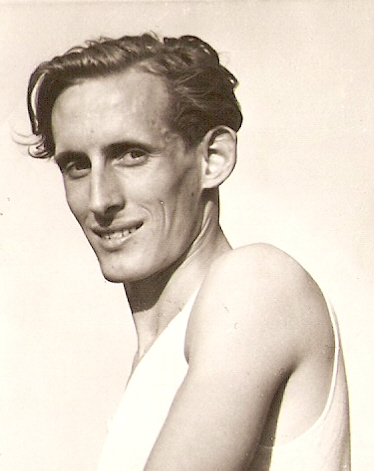
Gerhard Audorf im Jahr 1948

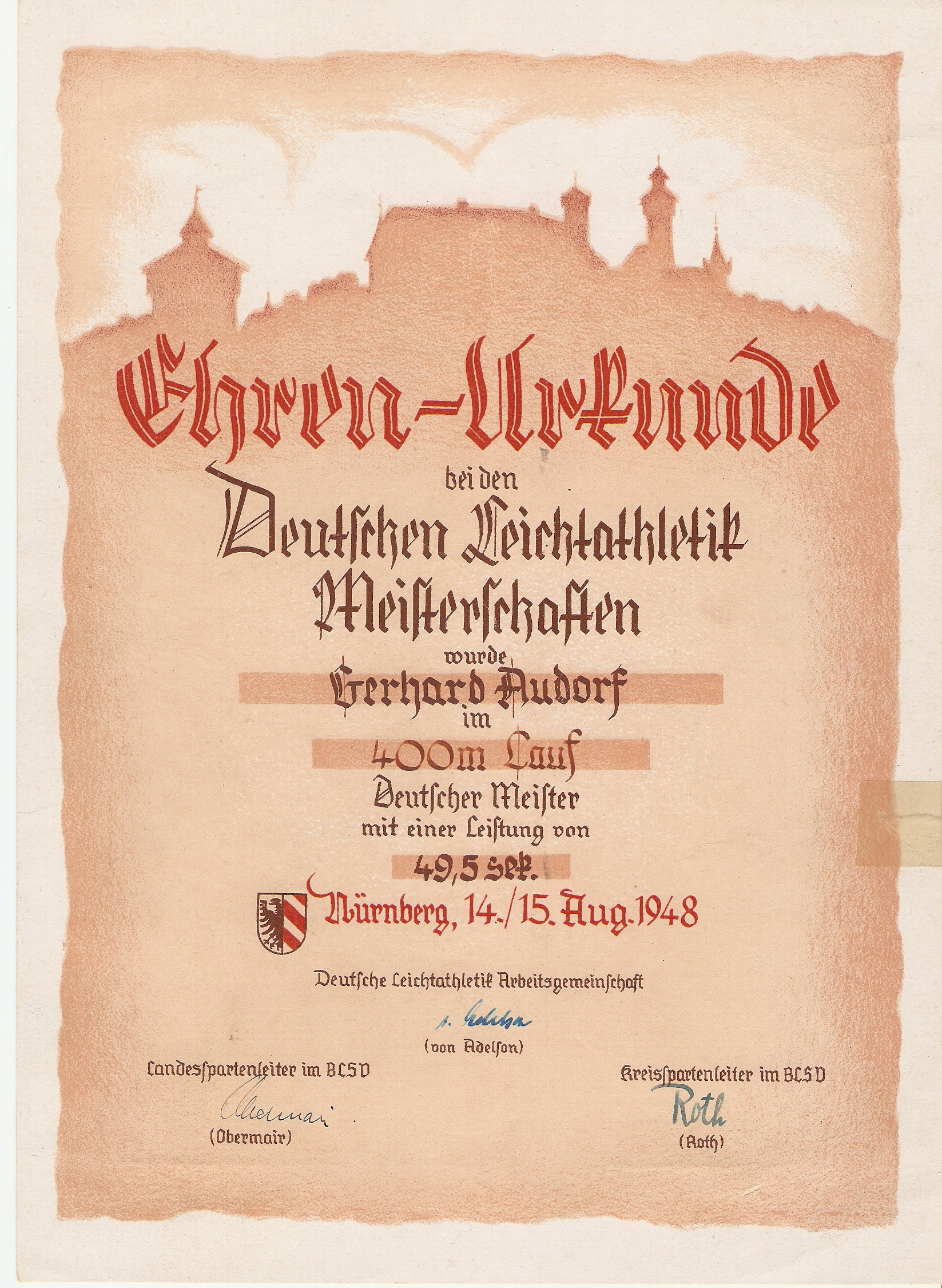
Ehren-Urkunde Deutscher Meister 1948

- 1949: ISTAF Gewinner 800-Meter-Lauf  Zeit: 1:56,80 min für den Berliner SC
- 1950: Deutscher Meister (Meister in der BRD) in der 4-mal-400-Meter-Staffel (Gerhard Audorf, Alfred Hochscheid, Günther Steines, Hubert Huppertz) für den TSF Rot-Weiß Koblenz
- 1952: Deutscher Meister (Meister in der BRD) in der 3-mal-1000-Meter-Staffel (Hans-Joachim Hennig, Gerhard Audorf, Olaf Lawrenz) für den Berliner SC

An den Olympischen Spielen 1948 in London konnte Gerhard Audorf wegen des durch den Zweiten Weltkrieg bedingten Ausschlusses von Deutschland nicht teilnehmen. Infolge einer Knieverletzung musste er kurz vor den Olympischen Spielen 1952 in Helsinki den Leistungssport beenden.
Seine persönliche Bestleistung über 400 Meter stellte er 1950 in Stuttgart in 47,6 s auf. Über 800 Meter lag seine Bestzeit bei 1:53,1 min, gelaufen 1949 in Hannover, und über 1000 Meter bei 2:28,2 min, aufgestellt 1949 in Hamburg.

## Leben
Gerhard Audorf war verheiratet mit Ruth Audorf (geb. Meseke, * 31. Dezember 1927, † 10. Mai 2007), hat zwei Kinder und vier Enkelkinder.
Bis zu seiner Pensionierung arbeitete Gerhard Audorf als Bauingenieur und Niederlassungsleiter in Berlin.